# Pindis obnixa
Pindis obnixa är en fjärilsart som beskrevs av Max Wilhelm Karl Draudt 1931. Pindis obnixa ingår i släktet Pindis och familjen praktfjärilar. Inga underarter finns listade i Catalogue of Life.